# Hyuna
Kim Hyun-ah (en hangul, 김현아; en hanja, 金泫雅; romanización revisada, Gim Hyeon-a; McCune-Reischauer, Kim Hyŏna; Seúl, 6 de junio de 1992), conocida como Hyuna (현아), es una cantautora, rapera  y bailarina surcoreana. Originalmente debutó en el grupo Wonder Girls. Tras cinco meses de actividad, abandonó el mismo por problemas de salud. Un año después, firmó un contrato con Cube Entertainment, y en 2009 volvió a debutar, pero esta vez como miembro de 4minute. Hyuna comenzó su carrera como solista con el lanzamiento de la canción «Change» (2010), y describió su estilo como «música orientada hacia la interpretación». La canción fue un éxito y obtuvo el segundo  
En 2012, publicó su EP Bubble Pop!, junto al sencillo homónimo que se convirtió en un éxito en Corea, y sus ventas alcanzaron las 2.5 millones de copias. La cantante se convirtió en la primera artista coreana en la historia de YouTube en recibir más de 100 millones de visitas en ese momento. En el mismo año, también participó en el relanzamiento de «Gangnam Style», que obtuvo un gran éxito públicamente. Como artista de Cube Entertainment, participó en varios proyectos y colaboraciones diferentes: Trouble Maker con Hyunseung (exmiembro de Highlight) y Triple H con Hui y E'Dawn de Pentagon. 
En 2018, Hyuna terminó su contrato con Cube Entertainment después de varios conflictos con la misma, y firmó con P Nation de PSY al año siguiente. Su primer sencillo digital bajo la nueva empresa, «Flower Shower» se convirtió en su séptimo lanzamiento que ocupó el Top 10 de la lista World Digital Songs de Billboard. En 2021, Hyuna lanzó su séptimo miniálbum I'm Not Cool.

## Primeros años
Hyuna nació el 6 de junio de 1992 en Seúl, Corea del Sur. Asistió a Chonam High School y High School of Music and Art y estudió en la Universidad Konkuk. Tiene dos hermanos menores llamados Hyunho y Hyunsuk.

## Carrera

### 2007-13: Inicio de carrera y debut como solista
En 2007, cuando Hyuna tenía 14 años, se anunció que sería la nueva integrante de Wonder Girls, bajo JYP Entertainment, desempeñándose como rapera principal. El debut tuvo lugar en febrero de 2007 con el sencillo «Irony». Hyuna participó en el programa MTV Wonder Girls durante dos temporadas, y también fue una de las presentadoras principales de Show! Music Core, junto a Sohee y Brian Joo del 12 de mayo al 30 de junio de ese año. A finales de julio, abandonó el grupo debido a problemas de salud. En 2008, Hyuna firmó un contrato con Cube Entertainment. El 15 de junio de 2009, debutó como miembro de 4minute. Unos meses antes, se lanzó el primer álbum de Lee Kikwan, First Episode: A New Hero con la aparición de Hyuna en la canción «2009». El 13 de agosto, se lanzó la canción de Navi, «Wasteful Tears», donde Hyuna también participó. Protagonizó el videoclip de «Love Class» con Uee de After School. También participó en la canción de Brave Brothers, «Bittersweet». Formó parte del Dream Team Girl Group para la promoción de un nuevo modelo de teléfono Samsung, junto con Sung de Kara, Uee y Gain de Brown Eyed Girls. El 6 de octubre, se lanzó su primer sencillo digital «Tomorrow», y el famoso actor Lee Don-gong protagonizó el vídeo. Hyuna también protagonizó el programa Invencible Youth, sin embargo, abandonó el programa el 11 de junio de 2010 debido a conflictos en el horario del grupo en el extranjero.

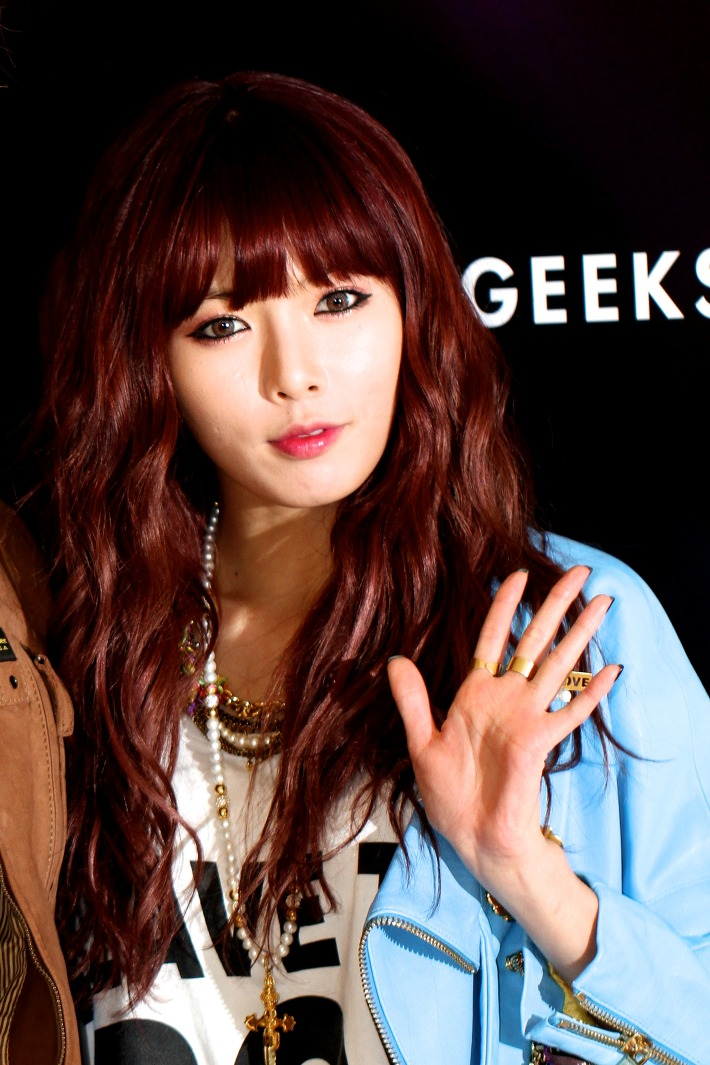
Hyuna en la apertura de Geekshop, el 8 de noviembre de 2012.

El 4 de enero de 2010, se lanzó el primer sencillo como solista «Change», el cual se ubicó en el segundo puesto de Gaon Digital Chart. La promoción tuvo lugar en varios programas musicales. El 14 de enero, el vídeo recibió una calificación de 19+ por KBS debido a que no estaba destinado a menores de edad. Cube Entertainment dijo que el vídeo sería editado y enviado para su aprobación. SBS asignó a la nueva versión una calificación de +15, y MBC dijo que dejaría el clip disponible para que lo vea cualquier audiencia. La promoción finalizó en marzo. El 10 de febrero, «Love Parade» fue lanzado con Junhwa de T-max. El 16 de abril, se lanzó otro sencillo, «Outlaw in the Wild» con la participación de Nassan. Al año siguiente, la rapera debutó con Bubble Pop!. En agosto, se prohibió mostrar el videoclip de la canción en televisión, ya que poseía contenido hot. El 8 de septiembre, Hyuna apareció en la lista de 21 Under 21 de American Billboard, junto con celebridades internacionales como Justin Bieber, Selena Gomez y Miley Cyrus. El 24 de noviembre, Cube Entertainment anunció la creación del dúo Trouble Maker, junto con el exmiembro de Highlight, Hyunseung. Al final del año, «Bubble Pop» ocupó el noveno lugar en la lista de las «20 mejores canciones de 2011» de la revista Spin.
El 12 de febrero de 2012, Hyuna comenzó a filmar el programa Birth of a Family, con G.NA. El show consiste en cuidar animales durante unos meses. Las dos cantantes se hicieron cargo de un perro callejero durante el tiempo establecido. El programa se emitió a partir del 3 de marzo de 2012 en Corea del Sur a través de KBS. Un mes después, Hyuna debutó como diseñadora al lanzar su propia colección de ropa elegante, retro y sexy llamada Hyuna x Spicycolor. En julio, participó en el videoclip de «Gangnam Style» de PSY. En el vídeo, Hyuna interpreta el papel de una chica que PSY conoce en el metro. La cantante también grabó su propia versión de la canción, así como un segundo clip, con PSY, «Oppa Is Just My Style». Tres meses después, Hyuna lanzó el clip de su nuevo sencillo «Ice Cream», canción del álbum Melting, lanzado en el mismo día. En cuatro días, el vídeo alcanzó las 10 millones de visitas, y en ese momento fue el único vídeo coreano que recibió tal cifra en ese momento. En el álbum, Hyuna se convirtió en la escritora y compositora de «Very Hot» y «To My Boyfriend». También formó parte del supergrupo Dazzling Red con Hyolyn, Hyoson, Nana y Nicole. El 28 de diciembre, colaboró en la canción «Don't Hurt» de Eru. En 2013, Hyuna se convirtió en la nueva modelo de la marca coreana G by Guess. Tiempo después, para promocionar los nuevos autos Corolla, la marca Toyota decidió unir fuerzas con Hyuna. Ella lanzó la canción «My Color», acompañado de un videoclip, el 12 de marzo de 2013. Además, Toyota lanzó una aplicación en Apple donde se encuentran vídeos de Hyuna enseñando algunos pasos de la coreografía de «My Color».

### 2014-2018: Separación de 4minute, Triple H y salida de Cube
El 11 de marzo de 2014, Hyuna actuó en el K-Pop Night Out in SXSW en Austin, Texas. Más tarde, fue a Los Ángeles para filmar Funny or Die con Rita Ora. El 2 de abril, un vídeo de ellas titulado Better Walk fue publicado. En el mismo mes, fue elegida como modelo para el nuevo videojuego Mystical Fighte de Netmarble. El 26 de junio de 2014, Cube Entertainment anunció que Hyuna lanzaría su tercer álbum como solista en julio. 

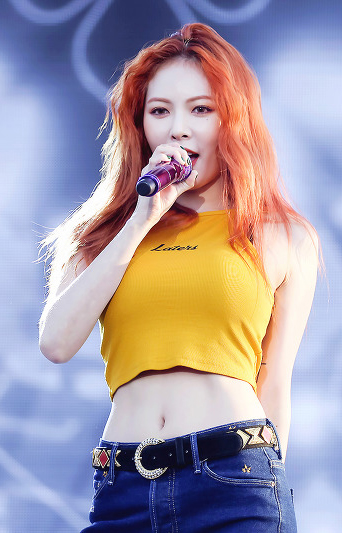
Hyuna en Dream Station, el 27 de mayo de 2017.

 Un programa titulado Hyuna’s Free Month de SBS, fue producido para documentar la preparación y promoción del disco. El 23 de julio, se lanzó el teaser de «Red», seguido por otro al día siguiente. El 28 de julio, «Red» se lanzó oficialmente, siendo el sencillo principal de A Talk. Dos meses después, Hyuna se convirtió en la nueva modelo para la marca de cosméticos Tony Moly.
El 6 de junio de 2015, se anunció que Hyuna haría su regreso. De hecho, un representante de su agencia, Cube Entertainment, dijo a la prensa local: «Hyuna está preparando un álbum en solitario que será lanzado en agosto, pero aún no se ha confirmado nada. Ella se ha preparado constantemente para su regreso. Si bien su objetivo es regresar en agosto, ninguna fecha o detalle ha sido confirmado». Un mes después, se convirtió en el nuevo rostro de la marca de ropa CLRIDE.n. El 21 de agosto, Hyuna lanzó A+, su nuevo álbum, cuyo sencillo es «Why I'm The Best» (más conocido como «Roll Deep» en el mercado internacional). La canción es una colaboración con Ilhoon de BtoB y comenzó las promociones un día antes en M Countdown. El 13 de junio de 2016, Cube Entertainment anunció la decisión de 4minute de separarse. Los representantes de la compañía dijeron: «Cuando expiró el contrato, las integrantes comenzaron a planear la renovación, pero mientras la agencia trató de presionarlas para que continuaran como grupo, todo terminó con cinco miembros que decidieron que no trabajarían en un equipo. Debido a diferentes opiniones, intenciones y objetivos, el grupo se disolverá». Hyuna fue la única en renovar el contrato. Después de la separación del grupo, Hyuna continuó su carrera en solitario al lanzar su quinto miniálbum, A'wesome, el 1 de agosto y transmitir su programa X19. El 3 de abril de 2017, se anunció la creación de Triple H, formado por Hyuna, Hui y E'Dawn. El 29 de agosto, se lanzó el sexto EP de la cantante, Following, seguido por su último lanzamiento del año, «Lip & Hip».
El 12 de septiembre de 2018, la agencia Cube Entertainment habría decidido expulsar a Hyuna junto con su pareja sentimental E'Dawn tras la controversia generada por su relación que ambos habían hecho pública días antes, además de intuir que ya no existía confianza mutua entre ellos y la empresa, sin embargo horas más tarde un representante de la agencia declaró que aún se mantenía en discusión la situación de ambos artistas con la misma, a la espera de tomar una decisión final tras conocer los puntos de vista de todos los involucrados. Al mes siguiente, Cube confirmó que rescindió contrato y relaciones con Hyuna tras una larga discusión que se prolongó durante un mes acerca de su permanencia bajo el sello de la agencia.

### 2019-2022: Nuevos lanzamientos bajo P-Nation
El 25 de enero de 2019, Hyuna firmó con la agencia P-Nation, fundada por PSY. El 5 de noviembre, Hyuna lanzó un sencillo titulado «Flower Shower», su primer lanzamiento bajo el nuevo sello. El 17 de agosto de 2020, se anunció que Hyuna haría su regreso con la canción «Good Girl» el 26 de agosto como un prelanzamiento de su primer miniálbum con la nueva compañía. Sin embargo, el 22 de agosto, P-Nation reveló que el regreso tendría que posponerse debido a la salud de la cantante, que sufría varios desmayos debido a un síncope vasovagal. El 29 de noviembre, Hyuna publicó en su Instagram que estaba de regreso en el estudio y publicó una vista previa de una nueva canción con Dawn. Días después, el 3 de diciembre, publica que estaba grabando el sencillo de su nuevo disco con PSY. El 7 de enero de 2021, fue confirmado que Hyuna haría su regreso el 28 del mismo mes. Al día siguiente, el título del álbum fue revelado junto con la lista de canciones, y que tanto «Flower Shower» como «Good Girl» formarían parte del álbum, junto con otras tres canciones, incluida su segunda colaboración con Dawn. En el 20 de julio de 2022, vuelve con el miniálbum «Nabillera» siendo esa misma la canción principal con otras 4 canciones más. El 29 de agosto de este mismo año por su cuenta de Instagram anunció su salida de P-Nation.

## Vida personal
Hyuna tiene un tatuaje en el hombro izquierdo que dice: «Mi madre es el corazón que me mantiene viva». Más tarde reveló otro tatuaje, en el brazo interior derecho, donde se lee: «Tempus», que significa «tiempo» en latín. El 1 de agosto de 2018, circularon rumores sobre una relación con Dawn de Pentagon. Inicialmente, Cube Entertainment negó todo, pero el 3 de agosto, la propia cantante confirmó los rumores, a lo que la agencia reaccionó de manera extremadamente aguda, iniciando discusiones sobre la terminación de los contratos de ambos artistas. La pareja estaba en una relación desde mayo de 2016. Se habían comprometido el 3 de febrero de 2022, sin embargo, el 30 de noviembre, Hyuna anunció en su cuenta de Instagram el fin de su relación.

## Discografía

#### EP
- 2011: Bubble Pop!
- 2012: Melting
- 2014: A Talk
- 2015: A+
- 2016: A'wesome
- 2017: Following
- 2021: I'm Not Cool
- 2021: 1+1=1 (con Dawn)
- 2022: Nabillera
- 2024: Attitude

## Filmografía

### Película
| Año  | Título      | Papel  | Notas           | Ref.   |
| ---- | ----------- | ------ | --------------- | ------ |
| 2010 | Midnight FM | Sayoon | Aparición corta | [ 72 ] |

### Programas de televisión
| Año       | Título                    | Cadena        | Notas                                      | Ref.   |
| --------- | ------------------------- | ------------- | ------------------------------------------ | ------ |
| 2007      | Show! Music Core          | MBC           | Presentadora con Sohee y Brian Joo         | [ 73 ] |
| 2009-2010 | Invincible Youth          | KBS2          | Miembro del elenco (como integrante de G7) | [ 74 ] |
| 2010      | Waving the Korean Flag    | SBS           | Miembro del elenco                         | [ 75 ] |
| 2011      | Hello Counselor           | KBS2          | Invitada (episodio 29)                     | [ 76 ] |
| 2011      | Dancing with the Stars    | MBC           | Concursante (emparejada con Nam Kee-yong)  | [ 77 ] |
| 2012      | Birth of a Family 2       | KBS2          | Miembro del elenco                         | [ 78 ] |
| 2013      | 2 Days & 1 Night          | KBS2          | Aparición sorpresa                         | [ 79 ] |
| 2014      | Hyuna's Free Month        | SBS MTV       | Programa de telerrealidad                  | [ 80 ] |
| 2016      | Hyuna X 19                | SBS MTV       | Programa de telerrealidad                  | [ 81 ] |
| 2017      | Triple H Detective Agency | KStar Cube TV | Miembro del elenco                         | [ 82 ] |
| 2017      | Lipstick Prince           | OnStyle       | Invitada (episodios 2-6)                   | [ 83 ] |
| 2017      | The Unit                  | KBS           | Mentora                                    | [ 84 ] |
| 2019      | Running Man               | SBS           | Invitada (episodio 476)                    | [ 85 ] |

## Giras

### En solitario
- 2016-2017: The Queen's Back

### Festivales
- 2013: SXSW Music Festival in North America
- 2016: Viral Fest Asia 2016